# Edenderry
Edenderry (irl. Eadán Doire) – miasto w hrabstwie Offaly w Irlandii, położone przy granicy 3 hrabstw: Kildare, Meath i Westmeath. Liczba mieszkańców: 6490 (2011). Przez południową częścią miasta przebiega Wielki Kanał.